# Јакопо Алигијери
Јакопо Алигијери (Фиренца, 1285 — 1348) био је италијански песник и син Дантеа Алигијерија и Ђеме Донати, који га је пратио све време у току његовог изгнанства. Јакопо је аутор „Доктринала“.
Пошто је био уз свога оца, осуђен је на смрт и прогнан је из Фиренце 1315. заједно са друга два Дантеова сина Пјетром и Ђованијем.
Пошто је завршио студије права у Болоњи, повукао се у Верону.
Неко време је провео и у Равени, највероватније са оцем.
Када је Данте умро 1322. он је послао рукопис „Божанствене комедије“ Гвиду да Поленти, господару Равене.
1325. вратио се у Фиренцу и тамо средио економску ситуацију своје породице. 1343. повратио је конфисковану очеву имовину.
Умро је у Тревизу 21. априла 1364.

## Дела
- Доктринал (1349) је песничко дело које се састоји од 60 поглавља, у седмерцу са станцама од шест линија. Представља неку врсту енциклопедије Средњовековног знања - из астрономије, астрологије, вере, врлина, етике, Цркве, Државе, љубави, мржње, породице, лепоте, човекове слободне воље: прво физички, а затим и морално.
- Коментари, пре свега Коментари на Дантеов Пакао на латинском, писани у терцинама, између 1340. и 1341. како би се објаснило оно што је његов отац желео да каже Комедијом. Први који је начинио тако нешто, пре Ђованија Бокача и били су намењени Гвиду од Полента. Тумачења су алегоријска, лингвистичка, историјска, политичка. Овим делом је показао познавање и осталих Дантеових дела попут "Гозбе".
- , или Поделе посвећене Гвиду од Полента, комично дело од 50 или 51 терцине, у коме сабира утиске дела свога оца и садржи ране верникуларне коментаре на Пакао.